# Мануел I
Мануел I (на португалски: Manuel I, 31 май 1469 – 13 декември 1521) наричан още Мануел Щастливия, Мануел Приключенеца и Мануел Късметлията (на португалски: Dom Manuel o Venturoso) е 14-и крал на Португалия. Крал Мануел I основава глобалната Португалска империя с плаванията и завоеванията на Вашку да Гама, Педро Кабрал, Франсишку де Алмейда, Алфонсу де Албукерке, Трищао да Куня, Мигел Корте-реал и Гаспар Корте-реал и Жуау Фагундиш. По негово време Португалия навлиза в „Златния век“ на географски открития, колонизация и напредък в науката и културата. Процъфтява архитектурата и изкуството в стил Мануелин.

## Произход и ранни години
Баща му е принц Фернанду Португалски, херцог на Визеу, втори син на крал Дуарте, а майка му Беатрис е внучка на Жуау I. Мануел е най-малкият, шести син и заема трона след своя първи братовчед и зет Жуау II през 1495 г.
Мануел израства сред заговорите сред висшата аристокрация срещу крал Жуау II. Той е свидетел на убийствата и прогонването на много хора, сред тях и по-големия му брат Диего, херцог на Визеу, убит с кинжал лично от краля, заради участие в заговора от 1484 г. Когато през 1493 г. получава заповед да се представи пред Жуау II, той има основание да се притеснява, но кралят го обявява за свой наследник след смъртта на сина си Афонсу Португалски и провала на опитите да признае незаконния си син Хорхе.

## Географски открития и основаване на Португалската империя
Мануел продължава политиката на морски експедиции и развитие на океанската търговия, водена от неговия предшественик. По време на неговото управление Вашку да Гама успява да достигне Индия по море (1498). През 1500 г. Педру Кабрал открива Бразилия. През 1505 г. Франсишку де Алмейда е назначен за първия португалски вицекрал на Индия, а експедицията на адмирал Афонсу де Албукерке установява военен контрол върху ключови точки в Източна Африка, Арабско море и Югоизточна Азия, с което за близо век е установен португалският монопол върху търговията на Западна Европа с Азия. В резултат на тези събития короната се сдобива със значителни средства, получени от океанската търговия.
На 3 февруари 1509 г. флотът на адмирал Франсишку де Алмейда побеждава турско-мамелюкско-гуджаратски флот в Битката при Диу край индийския бряг, с което си осигурява португалска доминация в Индийския океан, който е най-важният регион на международна търговия по онова време. Превземането на Малака в съвременна Малайзия от Алфонсу де Албукерке през 1511 г. е резултат от плана на крал Мануел I да прекрати мюсюлманската търговия в Индийския океан, като превземе Аден, превземе търговията през Александрия, превземе Ормуз, за да превземе търговията през Персийския залив и Бейрут, и превземе Малака, за да контролира търговията с Китай.
Тези събития правят Португалия богата от презморска търговия, като тя установява огромна световна империя. Мануел използва богатството, за да построи множество кралски сгради (в стил Мануелин) и да привлече учени, художници и музиканти в двора си. Установени са търговски договори и дипломатически съюзи с Китай и Персийската империя. През 1514 г. папа Лео X посреща монументално пратеничество от Португалия, водено от мореплавателя Трищао да Куня, за да се демонстрират новопридобитите богатства на Португалия пред цяла Европа. Крал Мануел призовава папата да обяви нов кръстоносен поход срещу Османската империя.

## Призиви за кръстоносен поход срещу Османската империя
Крал Мануел призовава за кръстоносен поход срещу Османската империя и се опитва да го организира. Ако кралица Изабела Арагонска не беше починала при раждане през 1498 г., той е можел да поведе трети кръстоносен поход (след Никополския и Варненския) срещу Османската империя в началото на 16 век като крал на Португалия и Испания. С португалско-испанския флот и армия и унгарската армия той е можел да освободи България и Константинопол от османско владичество и да предотврати падането на Родос през 1522 г., поробването на Унгария след Битката при Мохач през 1526 г. и Обсадата на Виена през 1529 г., застрашила Австрия и Германия.

## Вътрешна политика
Вътрешната политика на крал Мануел I е насочена към установяването на абсолютна власт на монарха. Парламентът е свикан само три пъти за цялото му управление. Кралят провежда реформа на съдилищата и статута на градовете, модернизирана е данъчната система.

### Религия и гонения
Мануел изразходва значителна част от доходите си, за да изпраща мисионери, като Франсиску Алвареш, в новите колонии и да изгражда внушителни религиозни сгради. Той прави опити да организира нов кръстоносен поход срещу Османската империя.
По искане на бъдещата кралица Изабела през декември 1496 г. Мануел I издава декрет за прогонване на евреите, местни и имигрирали от Испания след 1492 г., и за задължително кръщаване на всички деца. 20 000 евреи напускат страната през 1496 – 1498 г. Останалите са насилствено християнизирани, съгласно декрета от 19 март 1497 г.
Тези действия са извършени по желание на испанските крале Исабела Кастилска и Фернандо Арагонски, като условие за брака му с тяхната дъщеря, принцеса Исабела Арагонска. Тя е вдовица на неговия племенник Алфонсу Португалски и по това време е наследница на обединената корона на Испания. В същото време Мануел I премахва юридическите различия между католици и покръстени евреи и тези, които приемат християнството, са защитени от преследванията. Въпреки това през 1506 г. в Лисабон е извършено голямо клане на евреи.
През 1506 г. папа Юлий II подарява на Мануел I, наградата на папите – Златна роза, а през 1514 г. папа Лъв X подарява втора роза, което прави Мануел първия получател на две папски награди.

### Наука и изкуство
В двора на крал Мануел са привлечени учени и хора на изкуството от цяла Западна Европа и в страната процъфтява пищният архитектурен стил мануелин.
- Икона стил мануелин с изображение на Мануел и Елеонора Австрийска като донатори в молитвена поза
- Бракът на Мануел с Мария Арагонска пред св. Алексий
худ. Гарсия Фернандес, 1541 г

## Женитби и потомство
Изабела Арагонска умира при раждане през 1498 г., слагайки край на португалските амбиции да управляват в Испания, появили се още по времето на Жуау II. Мигел, малкият син на Мануел и Изабела, за известно време е наследник на Кастилия и Арагон, но той умира през 1500 г. Втората съпруга на Мануел, Мария Арагонска, също е испанска принцеса, но наследството преминава в по-голямата ѝ сестра Хуана Кастилска.
- Първа съпруга – Изабела Арагонска (1470 – 1498), принцеса на Испания, вдовица на предишния престолонаследник на Португалия Афонсу Португалски; умира при раждане:
  - Мигел де Пас (1498 – 1500), принц на Астурия и наследник на Португалия и Испания
- Втора съпруга – Мария Арагонска (1482 – 1517), принцеса на Испания; бракът е сключен на 30 октомври 1500 година
  - Жуау III (1502 – 1554), 15-и крал на Португалия
  - Изабела Португалска (1503 – 1539), принцеса на Португалия, омъжена за император Карл V
  - Беатрис Португалска (1504 – 1538), принцеса на Португалия, омъжена за Карл III, херцог на Савоя
  - Луиш де Бежа (1506 – 1555), принц на Португалия
  - Фернанду де Гуарда (1507 – 1534), принц на Португалия
  - Афонсу Португалски (1509 – 1540), принц на Португалия и кардинал
  - Мария (1511 – 1513)
  - Енрике (1512 – 1580), кардинал, по-късно крал на Португалия
  - Дуарте (1515 – 1540), херцог на Гимараиш, прадядо на крал Жуау IV
  - Антониу (1516)
- Трета съпруга, Елеонора Австрийска (1498 – 1558), принцеса на Испания, по-късно женена за френския крал Франсоа I; брак – 16 юли 1518 г.
  - Карлуш (1520 – 1521)
  - Мария Португалска (1521 – 1577), принцеса на Португалия, неженена

- Жуау IIIБлагочестиви
- Изабела Португалска
- Беатрис Португалска херцогиня Савойска
- Луиш, херцог Бежа
- Фернанду, херцог Гуарда и Транкозу
- Афонсу Португалски (кардинал)
- Енрике, крал на Португалия
- Дуарте Португалски, 4-ти херцог Гимарайнш
- Инфанта Мария, херцогиня Визеу

Крал Мануел умира от неизвестни причини през 1521 г.